# 12トナー
12トナー(12 Tónar)はアイスランドレイキャヴィークにある小さなレコード店である。また、アイスランドのインディーバンドのためのレコードレーベルでもある。
1998年に設立され、当初から音楽愛好家に好印象を与えていた。レコード店は急速にビョーク、ムーム、シガーロスのほか、クラシック音楽家、パフォーマーらの出会いの場となった。

## 略歴・概要
12トナーはアイスランド音楽のための流通業者であり、他国の多くのレコードレーベルの輸入業者、流通業者でもある。また、12トナーは急速に成長しているインディペンデントレコードレーベルでもある。ヨハン・ヨハンソン、ムーギーソン、Trabant and Singapore Sling、Apparat Organ Quartet、Pétur Ben、Eivör Pálsdóttir、Ragnheiður Gröndal、Hildur Guðnadóttir、Skúli Sverrisson、Ólöf Arnalds、Jakobínarínaなどの多くのアーティストたちが12トナーと契約した。
2006年5月、12トナーはデンマークコペンハーゲンに12トナー所属アーティストとその他のアイスランド音楽を売るためにレコード店を開いた。その店はアイスランドの習慣に従って気さくな雰囲気とともに、音楽が流れている間、客のために新鮮なエスプレッソをいれた。それは金曜日の午後に行われるインストアライブでの伝統となった。2008年1月26日、12トナーコペンハーゲン店はデンマークのバンドTremolo Beer Gutの演奏によってその閉店を祝った。
12トナーはコペンハーゲン店の閉店をすぐに引き継いで、彼らのアーティストたちへの継続的なアクセスを可能にするために、新しくウェブショップを導入した。日本ではICELANDia音楽ショップが12トナーと提携している。